# 가등기
가등기는 본등기를 하는 데 필요한 형식적 요인이나 실질적 요건이 구비되지 않았을 때, 장차의 본등기의 순위보전을 위하여 미리 해두는 등기를 지칭한다. 가등기에는 후일에 할 본등기의 순위보전에 그 목적이 있으므로 가등기를 본등기로 이전하게 되면 가등기 이후에 발생된 모든 등기 원인은 자동으로 소멸된다.

## 개념
가등기에는 담보가등기와 소유권이전청구권가등기의 두 가지가 있다. 담보가등기는 빚에 대한 담보를 위한 가등기로 근저당권과 같은 효력이 발생된다. 소유권이전청구권가등기란, 사정상 본등기를 할 수 없거나 본등기 시일을 뒤로 미뤄야 할 때 순위보전을 위해 하는 것이다. 즉 전형적인 예비등기이다.
소유권이전청구권가등기는 보통 매매계약, 또는 매매예약이 원인이 되어 이뤄진다. 계약금을 미리 지급하고, 1년 후에 잔금을 지급할 조건으로 계약을 하면서 가등기를 하는 것이 매매계약을 원인으로 하는 것이고, 매매예약은 아직 계약이 체결된 것은 아니지만 미래에 체결될 것을 예정하여 가등기를 하는 것이다.

## 요건
- 가등기를 할 수 있는 권리: 소유권, 지상권, 지역권, 전세권, 저당권, 권리질권, 임차권 등이 있다.
- 가등기를 할 수 있는 경우: 위 권리의 설정, 이전, 변경, 소멸의 청구권을 보전하려 할 때, 그 청구권이 시기부 또는 정지조건부인 때, 그 청구권이 장래에 확정될 것인 때이다.

## 절차
가등기도 가등기권리자와 가등기의무자의 공동신청에 의하는 것이 원칙이지만, 신청서에 가등기의무자의 승낙서 또는 가처분명령의 정본을 첨부하여 가등기권리자가 단독으로 신청할 수도 있다.

## 같이 보기
- 본등기
- 가등기
- 가압류
- 가처분
- 등기